# Liste der Biografien/Wert
Liste der Biografien |
Portal Biografien |
Personensuche
# |
A |
B |
C |
D |
E |
F |
G |
H |
I |
J |
K |
L |
M |
N |
O |
P |
Q |
R |
S |
T |
U |
V |
W |
X |
Y |
Z |
?
 
Wa |
Wc |
Wd |
We |
Wh |
Wi |
Wj |
Wl |
Wn |
Wo |
Wr |
Ws |
Wt |
Wu |
Ww |
Wy |
Wz
 
Wea |
Web |
Wec |
Wed |
Wee |
Wef |
Weg |
Weh |
Wei |
Wej |
Wek |
Wel |
Wem |
Wen |
Weo |
Wep |
Wer |
Wes |
Wet |
Weu |
Wev |
Wew |
Wex |
Wey |
Wez
 
Wera |
Werb |
Werc |
Werd |
Were |
Werf |
Werg |
Werh |
Weri |
Werj |
Werk |
Werl |
Werm |
Wern |
Wero |
Werp |
Werr |
Wers |
Wert |
Weru |
Werv |
Werw |
Wery |
Werz
Die Liste der Biografien führt alle Personen auf, die in der deutschsprachigen Wikipedia einen Artikel haben. Dieses ist eine Teilliste mit 196 Einträgen von Personen, deren Namen mit den Buchstaben „Wert“ beginnt.

## Wert
- Wert, Ad de (1952–2015), niederländischer Fußballspieler
- Wert, Giaches de (1535–1596), franko-flämischer Komponist und Kapellmeister der Renaissance
- Wert, José Ignacio (* 1950), spanischer Politiker
- Wert, Kevin (* 1975), kanadischer Skirennläufer

### Werte
- Wertenbaker, Lael (1909–1997), US-amerikanische Journalistin und Autorin
- Wertenbaker, Timberlake, britische Dramatikerin
- Wertenbruch, Johannes (* 1960), deutscher Rechtswissenschaftler und Hochschullehrer
- Wertenstein, Ludwik (1887–1945), polnischer Physiker

### Werth
- Werth, Adolf (1839–1915), deutscher Fabrikant, Heimatforscher und Mitbegründer des Bergischen Geschichtsvereins
- Werth, Albertus (1888–1948), südafrikanischer Politiker und Administrator
- Werth, Alexander (1879–1942), deutscher Vizeadmiral der Kriegsmarine
- Werth, Alexander (1901–1969), russisch-britischer Journalist und Historiker
- Werth, Alexander (1908–1973), deutscher Jurist, Staatsbeamter und Fabrikant
- Werth, Alexander (* 1979), deutscher Sprachwissenschaftler
- Werth, Barry (* 1952), US-amerikanischer Journalist und Autor
- Werth, Benno (1929–2015), deutscher Bildhauer, Designer, Maler und Hochschullehrer
- Werth, Edmund von († 1292), Priester des Deutschen Ordens und Bischof des Bistums Kurland
- Werth, Elsa (* 1985), französische Künstlerin
- Werth, Emil (1869–1958), deutscher Botaniker, Phänologe, Ethnologe, Geograph und Agrarwissenschaftler
- Werth, Eva-Maria (* 1937), deutsche Schauspielerin, Hörspiel- und Synchronsprecherin
- Werth, Franceska (* 1968), deutsche Juristin, Richterin am Bundesfinanzhof
- Werth, German (1937–2000), deutscher Militärhistoriker und Journalist
- Werth, Gertrud (1898–1990), deutsche Politikerin (SPD), Mitglied des Abgeordnetenhauses von Berlin
- Werth, Henrik (1881–1952), ungarischer Generalstabschef im Zweiten Weltkrieg und verurteilter Kriegsverbrecher
- Werth, Hildegard (* 1950), deutsche Fernsehjournalistin und Autorin
- Werth, Isabell (* 1969), deutsche DressurreiterinIsabell Werth (* 1969)

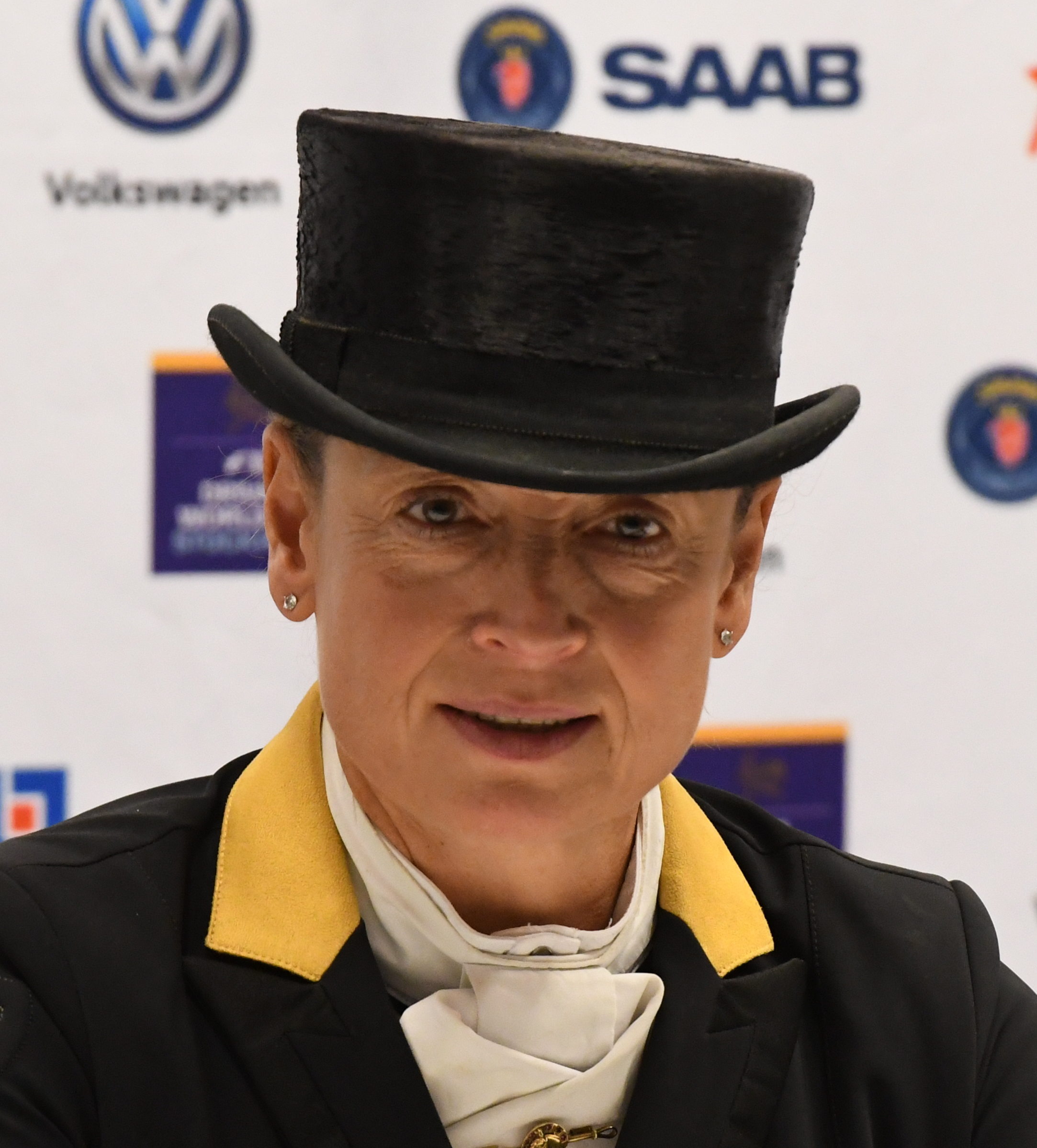
Isabell Werth (* 1969)

- Werth, Jennifer (* 1989), deutsche Fußballspielerin
- Werth, Johann Peter (1876–1960), deutscher Maler, Grafiker und Illustrator
- Werth, Johann von (1591–1652), Reitergeneral im Dreißigjährigen Krieg
- Werth, Joseph (* 1952), russischer Geistlicher, Bischof des Bistums „Verklärung von Nowosibirsk“
- Werth, Jürgen (* 1951), deutscher Buchautor, Liedermacher und Direktor des Evangeliums-RundfunkJürgen Werth (* 1951)

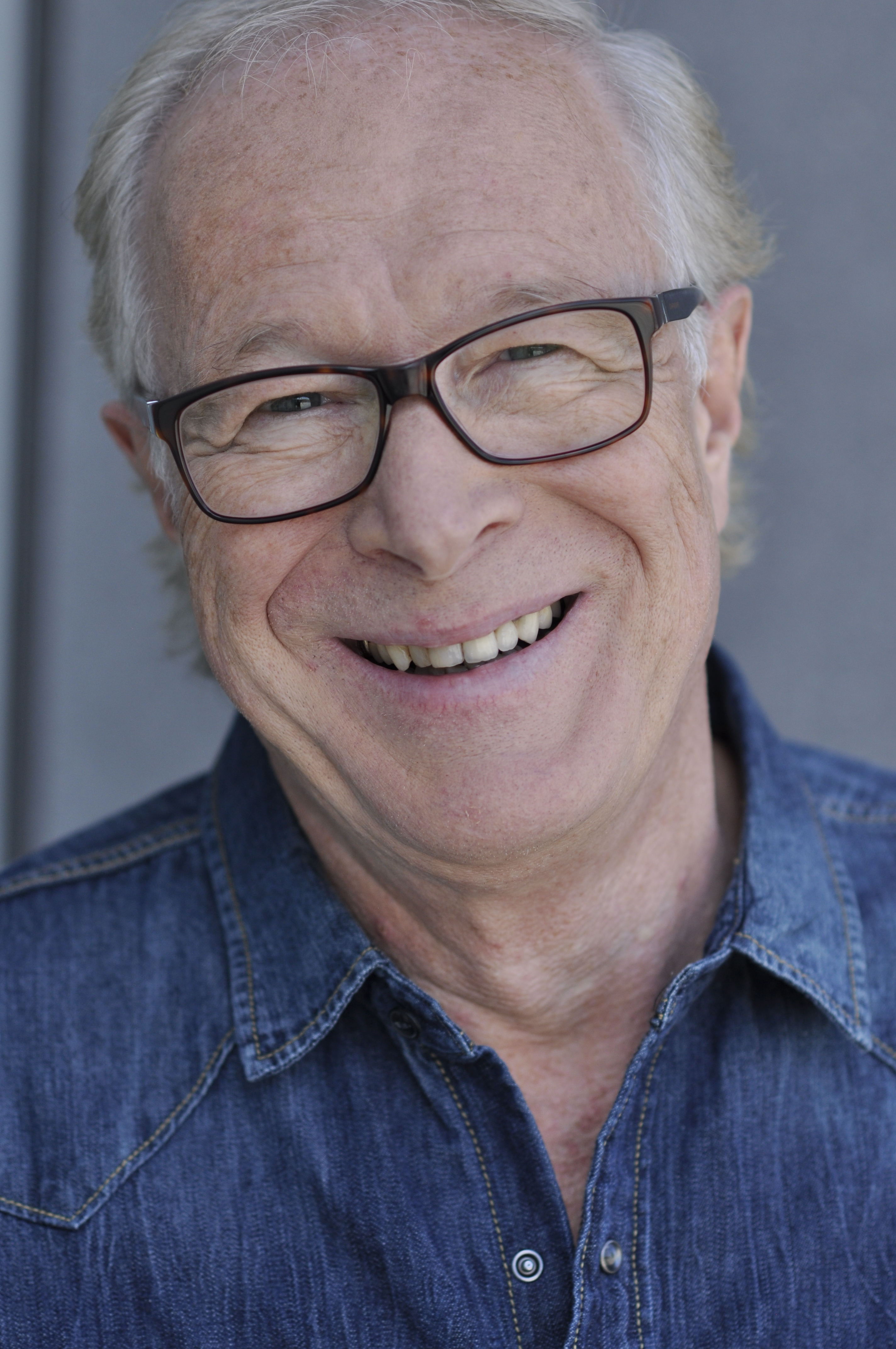
Jürgen Werth (* 1951)

- Werth, Léon (1878–1955), französischer Schriftsteller und Kunstkritiker
- Werth, Letizia (* 1974), italienische bildende Künstlerin (Südtirol)
- Werth, Lioba (* 1972), deutsche Psychologin und Hochschullehrerin
- Werth, Mathias (* 1958), deutscher Fernsehjournalist
- Werth, Nicolas (* 1950), französischer Historiker
- Werth, Otto (1851–1920), deutscher Jurist und Politiker
- Werth, Paul (1912–1977), deutscher Maler
- Werth, Reinhard (* 1947), deutscher Neuropsychologe
- Werth, Richard (1850–1918), deutscher Arzt und Gynäkologe
- Werth, Sabine (* 1957), deutsche Sozialpädagogin, Mitbegründerin der Berliner Tafel
- Werth, Siegfried (1907–1982), deutscher Messtechnik-Entwickler und Unternehmer
- Werth, Wilhelm (1913–1975), deutscher Jurist und Politiker (SPD), MdL
- Werth, Wolf (* 1942), deutscher Musikjournalist
- Werth, Wolfgang (* 1937), deutscher Literaturkritiker
- Wertham, Fredric (1895–1981), deutsch-amerikanischer Psychiater und Autor
- Werthan, Elfriede (1939–2014), österreichische Leistungssportlerin, Journalistin und Schriftstellerin
- Werthan, Maria (* 1952), deutsche Vertriebenenfunktionärin, Präsidentin Frauenverband des BdV
- Werthauer, Johannes (1866–1938), deutscher Jurist und Strafrechtsreformer
- Werthebach, Eckart (* 1940), deutscher Politiker (CDU)
- Wertheim, Abraham (1819–1891), jüdisch-deutscher Kaufmann
- Wertheim, Abraham Carel (1832–1897), niederländischer Bankier, Politiker und Philanthrop
- Wertheim, Barbara von (1500–1561), Regentin (ab 1531) der Grafschaft Wertheim und der Herrschaft Breuberg
- Wertheim, Elsa (1874–1944), österreichische Theaterschauspielerin
- Wertheim, Ernst (1864–1920), österreichischer Gynäkologe
- Wertheim, Franz von (1814–1883), österreichischer Industrieller und Politiker, Landtagsabgeordneter
- Wertheim, Georg (1857–1939), deutscher Kaufmann und Unternehmer im Textil-EinzelhandelGeorg Wertheim (1857–1939)

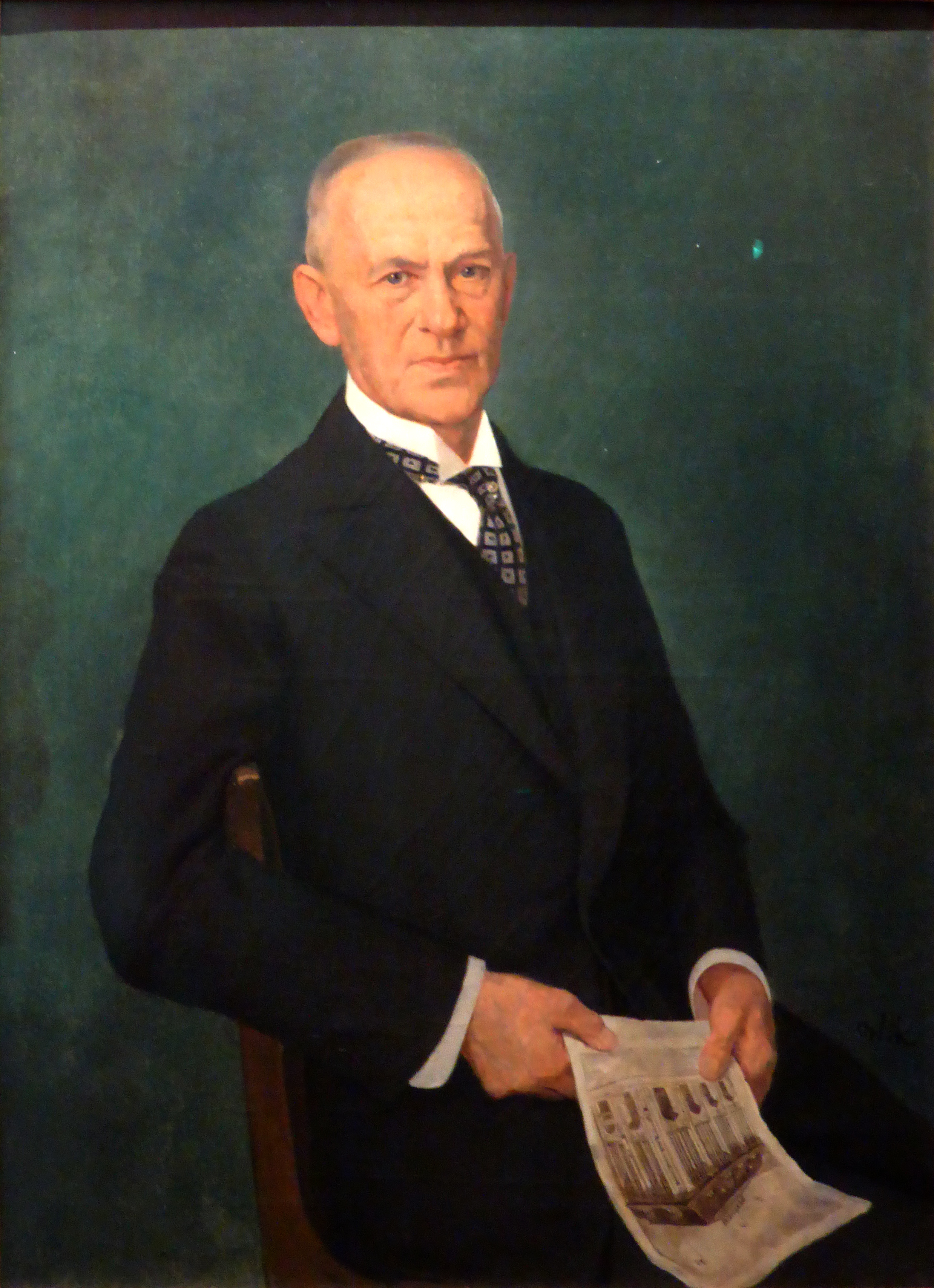
Georg Wertheim (1857–1939)

- Wertheim, Gertrud (1867–1927), deutsche Schriftstellerin
- Wertheim, Géza (1910–1979), luxemburgischer Bobsportler und Tennisspieler
- Wertheim, Gustav (1843–1902), deutscher Mathematiker
- Wertheim, Hans (1897–1938), deutscher Historiker, Kunsthändler und Herausgeber
- Wertheim, Herbert (* 1939), US-amerikanischer Optiker, Erfinder, Investor
- Wertheim, Johann I. von († 1407), Graf von Wertheim
- Wertheim, Johann II. von († 1444), Graf von Wertheim
- Wertheim, Johann III. von († 1433), Graf von Wertheim
- Wertheim, Joseph (1834–1899), deutscher Industrieller und Nähmaschinenfabrikant
- Wertheim, Joseph (1922–1944), deutscher Widerstandskämpfer
- Wertheim, Juliusz (1880–1928), polnischer Pianist, Komponist, Dirigent und Hochschullehrer
- Wertheim, Karl († 1925), österreichischer Arzt und Sportfunktionär
- Wertheim, Margaret (* 1958), australische Wissenschaftsjournalistin
- Wertheim, Maurice (1886–1950), US-amerikanischer Bankier und Philanthrop
- Wertheim, Peter, Theologe und Pfarrer der Reformationszeit
- Wertheim, Rosy (1888–1949), niederländische Komponistin, Pianistin und MusikpädagoginRosy Wertheim (1888–1949)

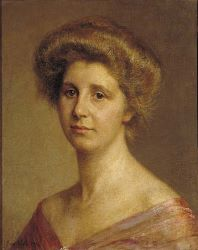
Rosy Wertheim (1888–1949)

- Wertheim, Ruth (1927–1994), deutsche Jüdin und Holocaust-Überlebende
- Wertheim, Theodor (1820–1864), österreichischer Chemiker und Erfinder
- Wertheim, Ursula (1885–1975), deutsche Kauffrau
- Wertheim, Ursula (1919–2006), deutsche Literaturwissenschaftlerin und Hochschullehrerin
- Wertheim, Wilhelm von († 1490), Domherr und Generalvikar in Köln
- Wertheimer, Akiba Israel (1778–1835), Oberlandesrabbiner von Altona und Schleswig-Holstein
- Wertheimer, Alain (* 1948), französischer Unternehmer
- Wertheimer, Alfred (1929–2014), amerikanischer Fotograf
- Wertheimer, Ernst Chaim (1893–1978), deutsch-israelischer Physiologe
- Wertheimer, Esther (1926–2016), polnisch-kanadische Bildhauerin
- Wertheimer, Fritz (1884–1968), deutscher Journalist
- Wertheimer, Gérard (* 1950), französischer Unternehmer
- Wertheimer, Gustav (1847–1902), österreichischer Genremaler
- Wertheimer, Josef von (1800–1887), österreichischer Philanthrop, Humorist, Autor und Vorkämpfer der Judenemanzipation in Österreich
- Wertheimer, Joseph (1833–1908), Schweizer Grossrabbiner
- Wertheimer, Jürgen (* 1947), deutscher Hochschullehrer für Neuere Deutsche Literaturwissenschaft und Komparatistik an der Universität TübingenJürgen Wertheimer (* 1947)

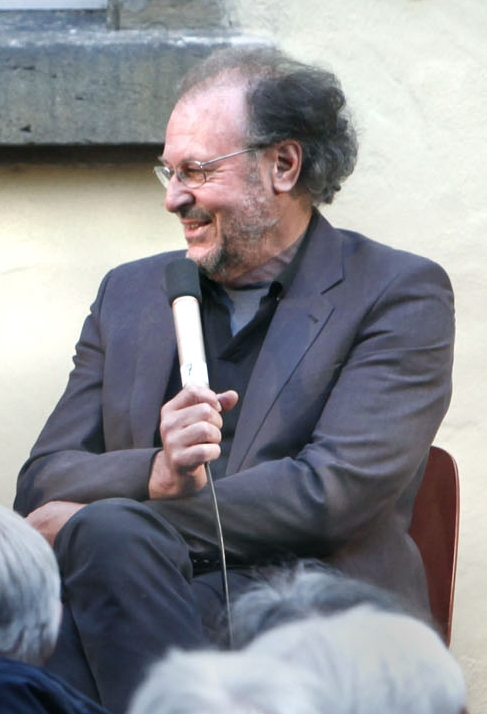
Jürgen Wertheimer (* 1947)

- Wertheimer, Martha (1890–1942), deutsche Pädagogin, Journalistin, Schriftstellerin und Opfer des Holocaust
- Wertheimer, Max (1880–1943), Psychologe und Mitbegründer der Gestaltpsychologie bzw. der Gestalttheorie
- Wertheimer, Maya (* 1990), israelische Schauspielerin und Model
- Wertheimer, Otto (1896–1973), deutsch-französischer Kunsthistoriker und Antiquar
- Wertheimer, Paul (1874–1937), österreichischer Schriftsteller und Jurist
- Wertheimer, Peter (1890–1944), tschechoslowakischer Journalist, Mitarbeiter des Archivs im Ghetto Lodz/Litzmannstadt
- Wertheimer, Samson (1658–1724), kaiserlicher Hoffaktor, Oberrabbiner und Förderer des Judentums
- Wertheimer, Stef (1926–2025), israelischer Unternehmer
- Wertheimer, Wolf († 1765), bayerischer Hoffaktor
- Wertheimstein, Franziska von (1844–1907), Wiener Mäzenin
- Wertheimstein, Josephine von (1820–1894), Salonnière der Wiener Ringstraßenepoche
- Werthein, Gerardo (* 1955), argentinischer Politiker, Diplomat, Tierarzt, Finanzmanager und Sportfunktionär
- Werther, André (* 1967), deutscher Fußballspieler
- Werther, Fanny Fee (* 1994), deutsche Journalistin und FernsehmoderatorinFanny Fee Werther (* 1994)

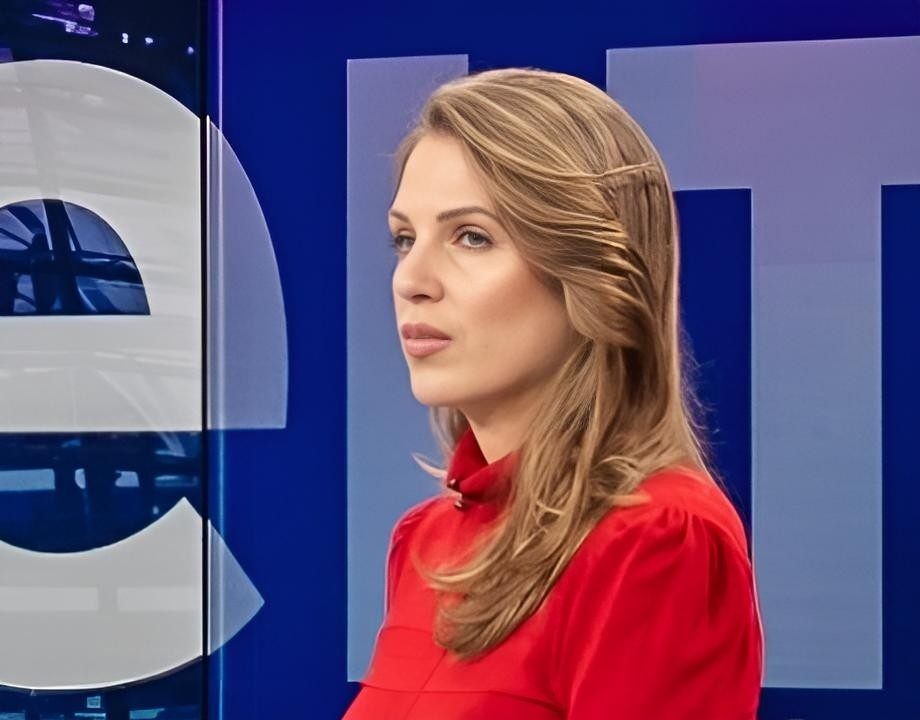
Fanny Fee Werther (* 1994)

- Werther, Georg Ehrenreich von (1742–1816), preußischer Generalmajor und Chef des Kürassierregiments Nr. 12
- Werther, Gerhard (1878–1939), deutscher Landrat
- Werther, Gustav (1815–1869), deutscher Chemiker und Hochschullehrer
- Werther, Heinrich Wilhelm von (1772–1859), preußischer Diplomat und Außenminister
- Werther, Johann Christoph (1750–1815), stolbergischer Oberamtmann
- Werther, Johannes (1865–1936), deutscher Dermatologe und Hochschullehrer
- Werther, Julius von (1838–1910), deutscher Schauspieler
- Werther, Karl von (1809–1894), deutscher Diplomat und Botschafter
- Werther, Lukas (* 1982), deutscher Archäologe
- Werther, Paul (1908–1965), deutscher Politiker (KPD/SED), Widerstandskämpfer, VVN-/FDGB-Funktionär
- Werther, Philipp August Wilhelm von (1729–1802), preußischer Generalleutnant, Chef des Dragonerregiments Nr. 6
- Werther, Samuel Ehrenreich von († 1762), preußischer Capitain, Landrat und Landesdirektor
- Werther, Waldemar (1867–1932), deutscher Offizier, Afrikaforscher
- Werther, Waldemar (* 1913), deutscher Kryptoanalytiker
- Werther-Pietsch, Ursula (* 1964), österreichische Publizistin
- Werthern, Alfred von (1842–1908), preußischer Generalmajor und Chronist der Familie von Werthern
- Werthern, Anthonius von († 1513), deutscher Lokalpolitiker
- Werthern, Dietrich von († 1470), Stammvater der Adelsfamilie von Werthern
- Werthern, Dietrich von († 1482), Kanzler der Grafen zu Stolberg
- Werthern, Dietrich von (1613–1658), kursächsischer Geheimer Rat, Bergrat und Obersteuereinnehmer
- Werthern, Elisabeth Gräfin (1916–2009), erste Geschäftsführerin der Deutschen Parlamentarischen Gesellschaft in Bonn
- Werthern, Ernst von (1841–1916), deutscher Verwaltungsjurist und Rittergutsbesitzer
- Werthern, Friedrich von (1630–1686), kursächsischer Wirklicher Geheimer Rat, Oberhofrichter und Oberhauptmann von Thüringen
- Werthern, Friedrich von (1804–1864), preußischer Verwaltungsbeamter und Sachsen-Meininger Politiker
- Werthern, Georg von (1581–1636), kursächsischer Staatsmann
- Werthern, Georg von (1663–1721), kursächsischer Minister
- Werthern, Georg von (1700–1768), Adeliger
- Werthern, Georg von (1816–1895), deutscher Diplomat
- Werthern, Hans Carl von (* 1953), deutscher Diplomat und Botschafter
- Werthern, Hans von (1443–1533), deutscher Ritter, Geheimer Rat der regierenden Herzöge von Sachsen
- Werthern, Hans von (1626–1693), deutscher Adliger, Erbkammertürhüter im Heiligen Römischen Reich und Inspektor der Landesschule Pforta
- Werthern, Heinrich von (1838–1879), preußischer Verwaltungsbeamter
- Werthern, Hermann von (1811–1861), preußischer Landrat
- Werthern, Ingeborg-Maria von (1913–1996), deutsche Äbtissin des Klosters Stift zum Heiligengrabe (1952–1996)
- Werthern, Jacob Friedemann von (1739–1806), deutscher Adliger
- Werthern, Johann Friedrich von (1665–1729), Reichs-Erbkammertürhüter, Domherr sowie Kreishauptmann des Thüringischen Kreises
- Werthern, Johann Georg Heinrich von (1735–1790), preußischer Geheimer Staatsminister und Grand Maitre de la Garderobe
- Werthern, Johanna Luise von (1752–1811), deutsche Adlige
- Werthern, Karl Aemilius von (1774–1829), sächsischer Jurist, königlich-sächsischer Konferenzminister
- Werthern, Ottobald von (1794–1878), deutscher Grundbesitzer, Mitglied des preußischen Herrenhaus
- Werthern, Thilo von (1818–1888), deutscher Grundbesitzer, Mitglied des preußischen Herrenhaus
- Werthern-Michels, Thilo von (1878–1962), deutscher Verwaltungsjurist
- Werthes, Friedrich August Clemens (1748–1817), deutscher Schriftsteller
- Werthes, Heinrich Christian Gottlieb (1750–1813), deutscher Verwaltungsbeamter
- Werthmann, Angelika (1963–2019), österreichische Politikerin (vormals Liste Dr. Martin), MdEP
- Werthmann, Ellen (* 1937), deutsche Politikerin (SPD), MdL
- Werthmann, Franz († 1920), deutscher Landwirt, Bürgermeister und Politiker (Zentrum), MdR
- Werthmann, Friederich (1927–2018), deutscher Bildhauer und Plastiker
- Werthmann, Georg (1898–1980), deutscher römisch-katholischer Priester, Feldgeneralvikar und Militärgeneralvikar
- Werthmann, Harald (1924–1984), deutscher Parteifunktionär (LDPD), MdV
- Werthmann, Katja (* 1964), deutsche Ethologin und Hochschullehrerin
- Werthmann, Lorenz (1858–1921), deutscher katholischer Priester und SozialpolitikerLorenz Werthmann (1858–1921)

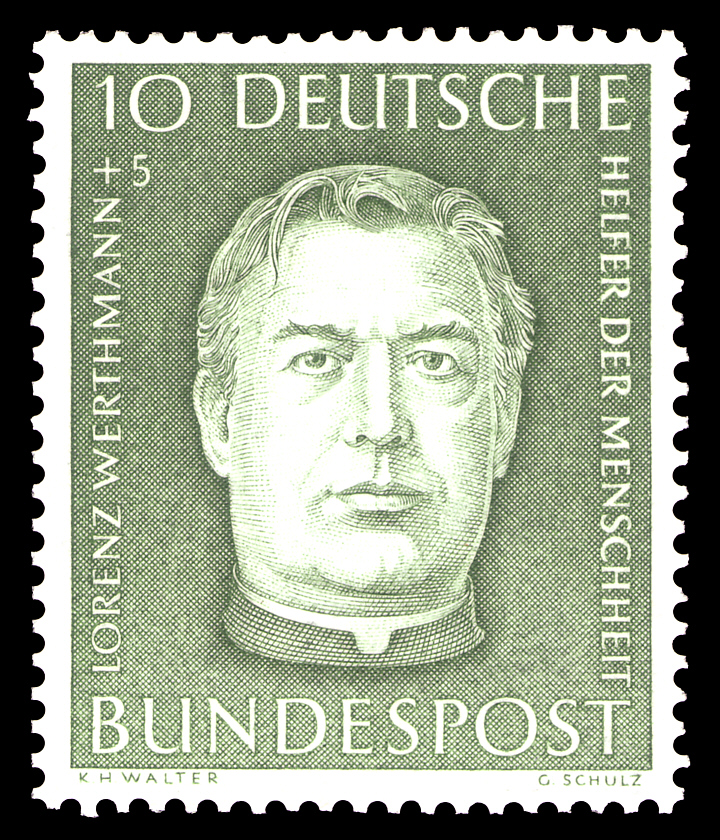
Lorenz Werthmann (1858–1921)

- Werthmann, Margarethe († 1639), Opfer der Hexenverfolgung
- Werthmann, Martin (* 1982), deutscher Künstler
- Werthmann, Wilhelm (* 1831), deutscher Holzstecher und Illustrator
- Werthmüller, Gerd (* 1948), deutscher Fußballspieler
- Werthmüller, Hans (1912–2005), Schweizer Schriftsteller, Lyriker, Buchhändler und Bryologe
- Werthmüller, Valentin Joseph (1799–1882), deutscher Jurist, Mitglied der Kurhessischen Ständeversammlung und der Frankfurter Nationalversammlung
- Werthmüller, Vroni (* 1959), schweizerische Sprinterin
- Werthner, Adolf (1828–1906), österreichischer Herausgeber und Mitbegründer der Neuen Freien Presse
- Werthner, Georg (* 1956), österreichischer Leichtathlet, vierfacher Olympiateilnehmer
- Werthner, Hannes (* 1954), österreichischer Informatiker und Hochschullehrer
- Werthner, Penny (* 1951), kanadische Mittel- und Langstreckenläuferin

### Werti
- Wertich, Volker (* 1969), deutscher Programmierer und Entwickler von Computerspielen
- Wertico, Paul (* 1953), US-amerikanischer Jazzschlagzeuger
- Wertinger, Hans († 1533), deutscher Maler, Zeichner und Glasmaler
- Wertinskaja, Anastassija Alexandrowna (* 1944), russische Schauspielerin
- Wertinskaja, Lidija Wladimirowna (1923–2013), sowjetische Malerin und Schauspielerin
- Wertinski, Alexander Nikolajewitsch (1889–1957), russischer und sowjetischer Künstler, Sänger, Kabarettist und Filmschauspieler
- Wertislaw († 1164), Sohn des Abodritenfürsten Niklot
- Wertitsch, Hans Peter (1939–1996), österreichischer Immobilienmakler und Komponist

### Wertl
- Wertl, Ermelinde (1934–2004), österreichische Tischtennisspielerin
- Wertli, Béatrice (* 1976), Schweizer Kommunikationsspezialistin und PolitikerinBéatrice Wertli (* 1976)

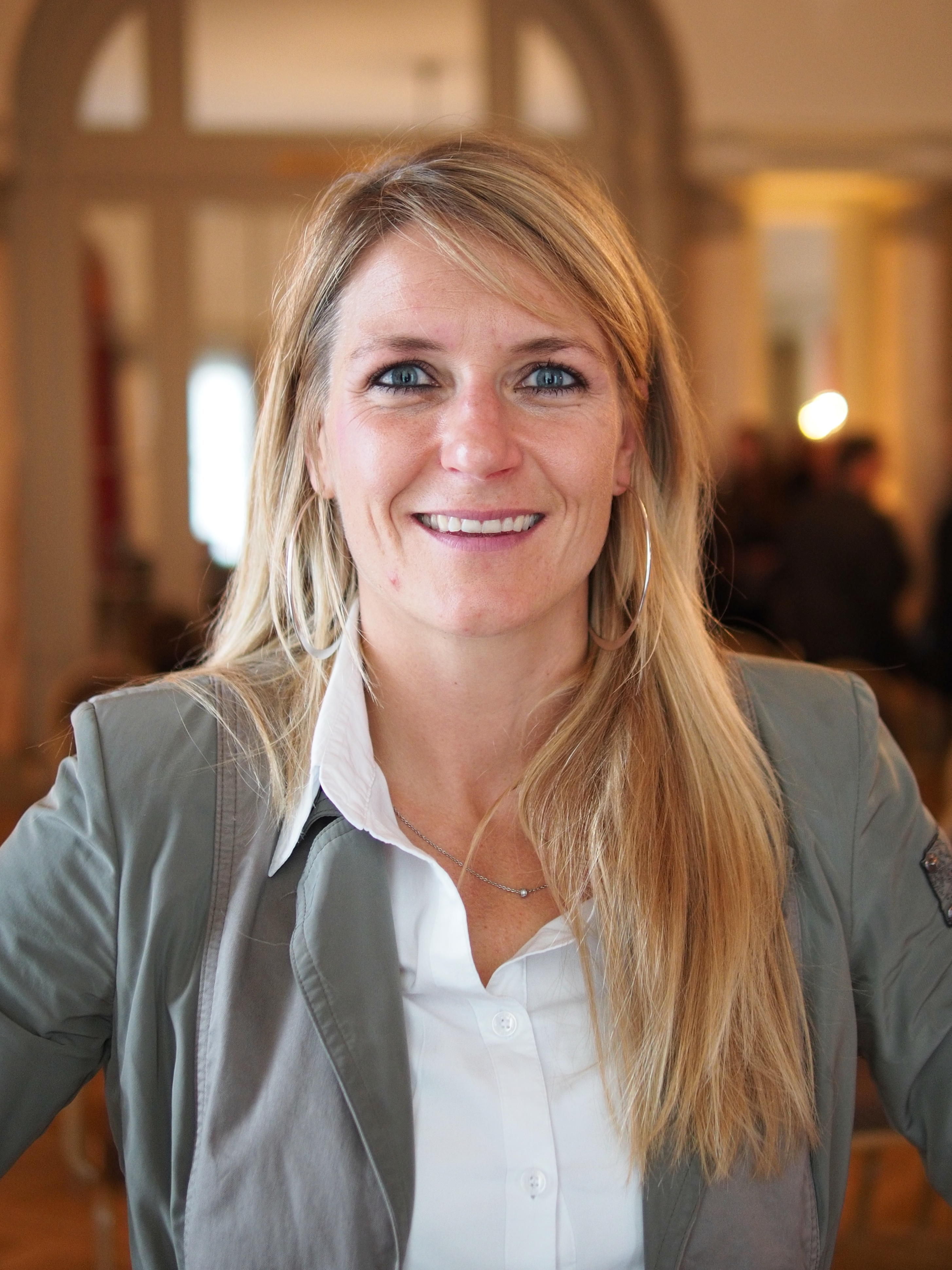
Béatrice Wertli (* 1976)

### Wertm
- Wertman, David (1952–2013), US-amerikanischer Jazz-Bassist und Komponist
- Wertman, Gal (* 1966), israelischer Konzeptkünstler
- Wertman, Moshe (1924–2011), polnisch-israelischer Politiker
- Wertmann, Alexander (* 1997), deutscher Film- und Theaterschauspieler
- Wertmüller, Adolf Ulrik (1751–1811), schwedischer Maler
- Wertmüller, Alfons (1852–1916), böhmischer Baumeister
- Wertmüller, Justus (* 1962), deutscher Journalist und Redakteur
- Wertmüller, Lina (1928–2021), italienische Filmregisseurin und AutorinLina Wertmüller (1928–2021)

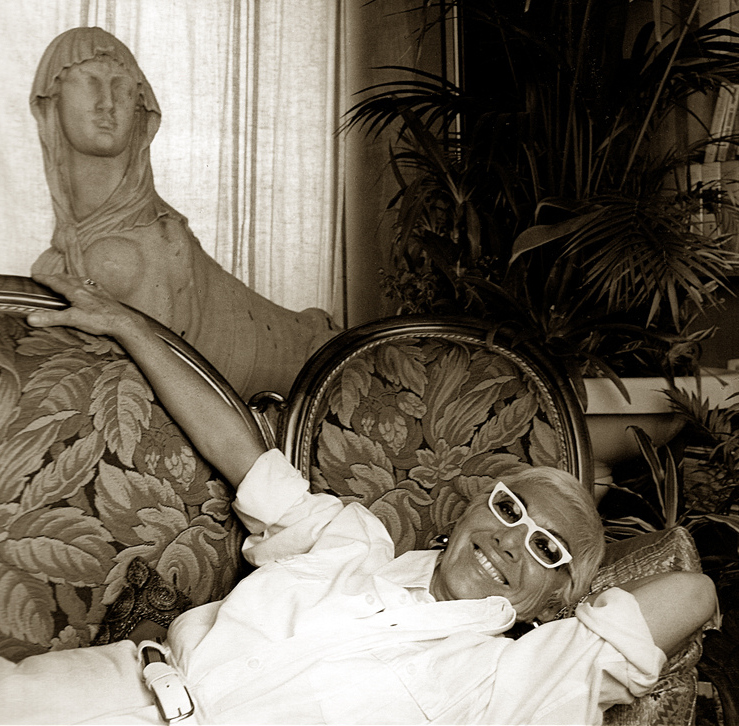
Lina Wertmüller (1928–2021)

- Wertmüller, Michael (* 1966), Schweizer Komponist und Schlagzeuger

### Werto
- Wertow, Dsiga (1896–1954), sowjetischer Filmemacher

### Werts
- Werts, George Theodore (1846–1910), US-amerikanischer Politiker
- Wertsch, Anneliese (1922–2008), deutsche Theaterschauspielerin
- Wertschenowa, Marija Witaljewna (* 1986), russische Golfsportlerin
- Wertschuk, Andrij (* 1990), ukrainischer Naturbahnrodler

### Wertw
- Wertwein, Christoph († 1553), Administrator der Diözese Wiener Neustadt und ernannter Bischof der Diözese Wien

### Wertz
- Wertz, Armin (1945–2020), deutscher Autor und Journalist
- Wertz, George M. (1856–1928), US-amerikanischer Politiker
- Wertz, Hans (1922–2012), deutscher Verwaltungsbeamter und Politiker (SPD)
- Wertz, Harald (* 1947), deutscher Informatiker und Hochschullehrer
- Wertz, Rudolf (1909–1966), österreichischer Arzt, Gerechter unter den Völkern